# Liste der Gedenktafeln in Berlin-Mitte
Die Liste der Gedenktafeln in Berlin-Mitte enthält die Namen, Standorte und, soweit bekannt, das Datum der Enthüllung von Gedenktafeln.
Die Liste ist nicht vollständig.

## Mitte
| Bild | Name                                                         | Standort                         | Datum der Enthüllung |
| ---- | ------------------------------------------------------------ | -------------------------------- | -------------------- |
|      | Niels Henrik Abel                                            | Am Kupfergraben 4a               |                      |
|      | Abgeordnetenhaus von Berlin                                  | Niederkirchnerstraße 5           |                      |
|      | Konrad Adenauer                                              | Wilhelmstraße 54                 |                      |
|      | Ahawah Jüdisches Krankenhaus                                 | Auguststraße 14                  |                      |
|      | Kinderheim Ahawah                                            | Auguststraße 14                  |                      |
|      | Akademie der Künste                                          | Pariser Platz 4                  |                      |
|      | Akademie der Wissenschaften                                  | Markgrafenstraße 38              |                      |
|      | Berliner Akzisemauer                                         | Hannoversche Straße 9            |                      |
|      | Alexa                                                        | Grunerstraße 20                  |                      |
|      | Polizeipräsidium Alexanderplatz                              | Grunerstraße 11                  |                      |
|      | Gebrüder Alfandary                                           | Zimmerstraße 79–80               |                      |
|      | Allgemeiner Deutscher Gewerkschaftsbund                      | Wallstraße 65                    |                      |
|      | Alte Synagoge (Berlin)                                       | Heidereutergasse                 |                      |
|      | Alter Berliner Garnisonfriedhof                              | Kleine Rosenthaler Straße 3      |                      |
|      | Altes Stadthaus                                              | Jüdenstraße 42                   |                      |
|      | Altes Stadthaus                                              | Klosterstraße 47                 |                      |
|      | Günter Ammon                                                 | Große Hamburger Straße 36        |                      |
|      | Arbeiter-Samariter-Bund, Gustav Dietrich                     | Alte Jakobstraße 72              |                      |
|      | ARD-Hauptstadtstudio                                         | Wilhelmstraße 67a                |                      |
|      | Walther Arndt                                                | Invalidenstraße 43               |                      |
|      | Leo Arons                                                    | Engeldamm 62–64                  |                      |
|      | Muhammad Asad                                                | Hannoversche Straße 1            |                      |
|      | Aschheim-Zondek-Haus                                         | Virchowweg 21                    |                      |
|      | Deutsche Sportbehörde für Athletik                           | Friedrichstraße 71               |                      |
|      | Attentat vom 20. Juli 1944                                   | Scharnhorststraße 32             |                      |
|      | Aufbau der Republik                                          | Leipziger Str 7                  |                      |
|      | Aufstand vom 17. Juni 1953                                   | Leipziger Straße 7               |                      |
|      | Aufstand vom 17. Juni 1953                                   | Leipziger Straße 7               |                      |
|      | Aufstand vom 17. Juni 1953                                   | Leipziger Straße 7               |                      |
|      | Aufstand vom 17. Juni 1953                                   | Leipziger Straße 7               |                      |
|      | Auguste-Viktoria-Glocke                                      | Scharnhorststraße 32             |                      |
|      | Wilhelm Friedemann Bach                                      | Alte Jakobstraße 56              |                      |
|      | Wilhelm Friedemann Bach                                      | Oberwallstraße 9                 |                      |
|      | Bankenverband                                                | Burgstraße 28                    |                      |
|      | Berliner Bär                                                 | Zehdenicker Straße 17            |                      |
|      | Bärenzwinger                                                 | Am Köllnischen Park              |                      |
|      | Bärenzwinger                                                 | Am Köllnischen Park              |                      |
|      | Nikolaus Bares                                               | Hinter der Katholischen Kirche 3 |                      |
|      | Felix Mendelssohn Bartholdy                                  | Leipziger Straße 3               |                      |
|      | Bauakademie                                                  | Schinkelplatz                    |                      |
|      | Baudenkmal                                                   | Geschwister-Scholl-Straße 5      |                      |
|      | Herbert Baum                                                 | Am Lustgarten                    |                      |
|      | Herbert Baum                                                 | Am Lustgarten                    |                      |
|      | Herbert Baum                                                 | Am Lustgarten                    |                      |
|      | Bebelplatz                                                   | Bebelplatz                       |                      |
|      | Carl Bechstein                                               | Bergstraße 29                    |                      |
|      | Alexander Beer                                               | Auguststraße 11–13               |                      |
|      | Peter Behrens                                                | Alexanderplatz 2                 |                      |
|      | Alfred Bengsch                                               | Hinter der Katholischen Kirche 3 |                      |
|      | Berlin-Friedrichswerder                                      | Werderscher Markt 11             |                      |
|      | Berlin-Spandauer Schifffahrtskanal                           | Kieler Straße 1                  |                      |
|      | Berliner Hostienschänderprozess                              | Karl-Liebknecht-Straße 8         |                      |
|      | Berliner Mauer                                               | Ebertstraße 16                   |                      |
|      | Berliner Mauer                                               | Wallstraße 52                    |                      |
|      | Berliner Mode                                                | Hausvogteiplatz                  |                      |
|      | Berliner Mode                                                | Hausvogteiplatz                  |                      |
|      | Berliner Mode                                                | Hausvogteiplatz                  |                      |
|      | Berliner Originale                                           | Am Nußbaum 3                     |                      |
|      | Berliner Rathaus                                             | Rathausstraße 15                 |                      |
|      | Berliner Stadtmauer                                          | Waisenstraße 15                  |                      |
|      | Berliner U-Bahn                                              | Klosterstraße                    |                      |
|      | Berlins Hauptstadt                                           | Poststraße 25                    |                      |
|      | Bernauer Straße                                              | Bernauer Straße 48               |                      |
|      | Franz Berwald                                                | Taubenstraße 11                  |                      |
|      | Bethlehemkirchplatz                                          | Bethlehemkirchplatz              |                      |
|      | Bethzion Synagoge                                            | Brunnenstraße 33                 |                      |
|      | Michael Bittner                                              | Rosenthaler Straße 50            |                      |
|      | Ismar Boas                                                   | Chariteplatz 1                   |                      |
|      | Johannes Bobrowski                                           | Zimmerstraße 80                  |                      |
|      | Henriette Auguste Bock                                       | Klosterstraße 67                 |                      |
|      | Nikolaus Bode                                                | Alte Jakobstraße 56              |                      |
|      | Walther Nernst und Max Bodenstein                            | Bunsenstraße 1                   |                      |
|      | August Boeckh                                                | Dorotheenstraße 65               |                      |
|      | Emil Heinrich Du Bois-Reymond                                | Dorotheenstraße 96               |                      |
|      | Alfred Alfons von Bojanowski                                 | Linienstraße 135                 |                      |
|      | Dietrich Bonhoeffer                                          | Zionskirchplatz                  |                      |
|      | Dietrich Bonhoeffer                                          | Zionskirchplatz                  |                      |
|      | Borussia                                                     | Schloßplatz                      |                      |
|      | Roland von Brandenburg                                       | Wallstraße 54                    |                      |
|      | Bertolt Brecht                                               | Bertolt-Brecht-Platz             |                      |
|      | Bertolt Brecht                                               | Bertolt-Brecht-Platz             |                      |
|      | Bertolt Brecht                                               | Karlplatz                        |                      |
|      | Bertolt Brecht und Helene Weigel                             | Chausseestraße 21                |                      |
|      | Alfred Edmund Brehm                                          | Unter den Linden 62              |                      |
|      | Britische Botschaft in Berlin                                | Wilhelmstraße 70                 |                      |
|      | Bücherverbrennung                                            | Bebelplatz                       |                      |
|      | Bürgerhaus                                                   | Neue Schönhauser Straße 8        |                      |
|      | Max Butting                                                  | Brunnenstraße 148                |                      |
|      | Campus                                                       | Luisenstraße 56                  |                      |
|      | Carl Hildebrand von Canstein                                 | Poststraße 25                    |                      |
|      | Enrique Gil y Carrasco                                       | Dorotheenstraße 39               |                      |
|      | Adelbert von Chamisso                                        | Friedrichstraße 235              |                      |
|      | Erik Charell                                                 | Friedrichstraße 107              |                      |
|      | Christen im Widerstand                                       | Hinter der Katholischen Kirche 3 |                      |
|      | Christen im Widerstand                                       | Hinter der Katholischen Kirche 3 |                      |
|      | Christen im Widerstand                                       | Hinter der Katholischen Kirche 3 |                      |
|      | Christen im Widerstand                                       | Hinter der Katholischen Kirche 3 |                      |
|      | Johann Crüger                                                | Nikolaikirchplatz                |                      |
|      | Johann Crüger                                                | Nikolaikirchplatz                |                      |
|      | Heinz Cyrus                                                  | Gartenstraße 85                  |                      |
|      | Das große Schauspielhaus                                     | Friedrichstraße 107              |                      |
|      | Siegfried Wilhelm Dehn                                       | Marienstraße 28                  |                      |
|      | Jonny Deipabba                                               | Rathausstraße 13                 |                      |
|      | Josef Deitmer                                                | Hinter der Katholischen Kirche 3 |                      |
|      | Der Mensch das Maß aller Dinge                               | Friedrichsgracht 58              |                      |
|      | Dessauer                                                     | Sophienstraße 28                 |                      |
|      | Deutsche Dermatologische Gesellschaft                        | Luisenstraße 2                   |                      |
|      | Deutsche Interbrigadisten                                    | Linienstraße 14                  |                      |
|      | Deutsche Revolution 1848/1849                                | Gendarmenmarkt                   |                      |
|      | Deutscher Krieg 1866                                         | Scharnhorststraße 32             |                      |
|      | Dietrich-Bonhoeffer-Haus                                     | Ziegelstraße 30                  |                      |
|      | Dietrich-Bonhoeffer-Haus                                     | Ziegelstraße 30                  |                      |
|      | Marion Gräfin Dönhoff                                        | Marion-Gräfin-Dönhoff-Platz      |                      |
|      | Julius Döpfner                                               | Hinter der Katholischen Kirche 3 |                      |
|      | Dorotheenstadt                                               | Am Kupfergraben 4                |                      |
|      | Dubcek                                                       | Dorotheenstraße 27               |                      |
|      | Einigungsvertrag                                             | Unter den Linden 3               |                      |
|      | Albert Einstein                                              | Unter den Linden 6               |                      |
|      | Eiserne Brücke                                               | Eiserne Brücke                   |                      |
|      | Eisernes Preußen                                             | Poststraße 13                    |                      |
|      | Gustav Elfert                                                | Strelitzer Straße 10             |                      |
|      | Georg Elser                                                  | An der Kolonnade 2               |                      |
|      | Georg Elser                                                  | An der Kolonnade 2               |                      |
|      | Georg Elser                                                  | An der Kolonnade 2               |                      |
|      | Rahel Varnhagen von Ense                                     | Jägerstraße 22–23                |                      |
|      | Ephraim-Palais                                               | Poststraße 16                    |                      |
|      | erhängte Soldaten                                            | Friedrichstraße 141a             |                      |
|      | Erinnerungsweg                                               | Luisenstraße 56                  |                      |
|      | Erste städtische höhere Mädchenschule, Luisenschule          | Ziegelstr 12                     |                      |
|      | Erstes öffentliches Kraftwerk in Deutschland                 | Markgrafenstraße 35              |                      |
|      | Erstes Jüdisches Altenheim                                   | Große Hamburger Straße 26        |                      |
|      | Matthias Erzberger                                           | Unter den Linden 71              |                      |
|      | Leonhard Euler                                               | Behrenstraße 21–22               |                      |
|      | e-Werk                                                       | Wilhelmstraße 43                 |                      |
|      | Philipp Fabisch                                              | Rosenthaler Straße 1             |                      |
|      | Walter Felsenstein                                           | Behrenstraße 55–56               |                      |
|      | Fenster des Gedenkens                                        | Bernauer Straße 12               |                      |
|      | Hermann Emil Fischer                                         | Hessische Straße 1               |                      |
|      | Fluchttunnel                                                 | Zimmerstraße 54                  |                      |
|      | Theodor Fontane                                              | Friedrichstraße 151              |                      |
|      | Georg Forster                                                | Gendarmenmarkt 4                 |                      |
|      | Botschaft von Frankreich                                     | Pariser Platz 5                  |                      |
|      | Franziskaner-Klosterkirche                                   | Klosterstraße 73a                |                      |
|      | Franziskaner-Klosterkirche                                   | Klosterstraße 73a                |                      |
|      | Französische Friedrichstadtkirche                            | Gendarmenmarkt 7                 |                      |
|      | Französische Friedrichstadtkirche                            | Gendarmenmarkt 7                 |                      |
|      | Französischer Dom                                            | Gendarmenmarkt 5                 |                      |
|      | Französischer Dom                                            | Gendarmenmarkt                   |                      |
|      | Französischer Dom                                            | Gendarmenmarkt 7                 |                      |
|      | Französisches Gymnasium                                      | Reichstagufer 4                  |                      |
|      | Robert Frenzel                                               | Gipsstraße 23a                   |                      |
|      | Friedensmosaik                                               | Große Hamburger Straße 26        |                      |
|      | Friedhof I. der Französisch reformierten Gemeinde            | Chausseestraße 126               |                      |
|      | Friedhof I. der Französisch reformierten Gemeinde            | Chausseestraße 126               |                      |
|      | Friedliche Revolution                                        | Alexanderplatz 2                 |                      |
|      | Friedliche Revolution                                        | Hausvogteiplatz                  |                      |
|      | Friedliche Revolution                                        | Hausvogteiplatz                  |                      |
|      | Friedliche Revolution                                        | Hausvogteiplatz                  |                      |
|      | Ernst Friedrich                                              | Parochialstraße 1–3              |                      |
|      | Friedrichstadt-Palast, Ein Palast zieht um                   | Johannisstraße 1                 |                      |
|      | Friedrichswerdersche Kirche                                  | Werderscher Markt                |                      |
|      | Friktionsspindelpresse                                       | Dresdener Straße 93              |                      |
|      | Emil Frommel                                                 | Anna-Louisa-Karsch-Straße 9      |                      |
|      | Führerbunker                                                 | Gertrud-Kolmar-Straße 8          |                      |
|      | Garnisonkirche                                               | Garnisonkirchplatz               |                      |
|      | Fünf Botschafter                                             | Ebertstraße 17                   |                      |
|      | Gebrüder Weinberger                                          | Bergstraße 70                    |                      |
|      | Abraham Geiger                                               | Rosenthaler Straße 40            |                      |
|      | Gendarmenmarkt                                               | Gendarmenmarkt                   |                      |
|      | Carl Abraham Gerhard                                         | Neue Grünstr 27                  |                      |
|      | Paul Gerhardt                                                | Nikolaikirchplatz                |                      |
|      | Gerichtslaube                                                | Poststraße 28                    |                      |
|      | Gerichtslaube                                                | Poststraße 28                    |                      |
|      | Herrmann Gerson                                              | Werderscher Markt 11             |                      |
|      | Geschichte des Hauses                                        | Krausnickstraße 2                |                      |
|      | Geschichte des Hauses                                        | Krausnickstraße 3                |                      |
|      | Geschichtsmeile Jägerstraße                                  | Jägerstraße 51                   |                      |
|      | Geschichtsmeile Jägerstraße                                  | Jägerstraße 51                   |                      |
|      | Gipsstraße                                                   | Gipsstraße 23a                   |                      |
|      | Adolf Glaßbrenner                                            | Gendarmenmarkt 4                 |                      |
|      | Michail Iwanowitsch Glinka                                   | Glinkastraße 9                   |                      |
|      | Michail Iwanowitsch Glinka                                   | Französische Straße 8            |                      |
|      | Michail Iwanowitsch Glinka                                   | Marienstraße 6                   |                      |
|      | Golgatha Gemeinde                                            | Tieckstraße 17                   |                      |
|      | Golgatha-Kirche                                              | Borsigstraße 6                   |                      |
|      | Peter Göring                                                 | Scharnhorststraße 32             |                      |
|      | Alexander Michailowitsch Gortschakow                         | Unter den Linden 63              |                      |
|      | Johann Ernst Gotzkowsky                                      | Brüderstraße 13                  |                      |
|      | Gouverneurshaus                                              | Unter den Linden 11              |                      |
|      | Max Greger                                                   | Friedrichstraße 107              |                      |
|      | August Eduard Grell                                          | Poststraße 12                    |                      |
|      | Grenzübergangsstelle Invalidenstraße                         | Sandkrugbrücke                   |                      |
|      | Otto Grotewohl                                               | Torstraße 1                      |                      |
|      | Büro Grüber                                                  | Oranienburger Straße 20          |                      |
|      | Willy Grubenstein                                            | Köpenicker Straße 142            |                      |
|      | Grundgesetz                                                  | Mohrenstraße 37                  |                      |
|      | Waldemar Grzimek                                             | Platz der Märzrevolution         |                      |
|      | Günter A.                                                    | Brunnenstraße 50                 |                      |
|      | Hugo Haase                                                   | Karl-Liebknecht-Straße 4         |                      |
|      | Erich Habersaath                                             | Habersaathstraße 58              |                      |
|      | Handwerkervereinshaus mit Sophiensälen                       | Sophienstraße 18                 |                      |
|      | Ambrosius Haude                                              | Nikolaikirchplatz                |                      |
|      | Haus der Demokratie                                          | Friedrichstraße 165              |                      |
|      | Haus der Ministerien                                         | Leipziger Straße 7               |                      |
|      | Hausvogteiplatz                                              | Hausvogteiplatz                  |                      |
|      | Robert Havemann                                              | Hessische Straße 1               |                      |
|      | Heckmann-Höfe                                                | Oranienburger Straße 32          |                      |
|      | Georg Wilhelm Friedrich Hegel                                | Am Kupfergraben (4a)             |                      |
|      | Georg Wilhelm Friedrich Hegel                                | Gendarmenmarkt 4                 |                      |
|      | Heilig-Geist-Kapelle                                         | St. Wolfgang-Straße 2            |                      |
|      | Bernhard Heiliger                                            | Unter den Linden 6               |                      |
|      | Heinrich Heine                                               | Behrenstraße 12                  |                      |
|      | Heinrich Heine                                               | Veteranenstraße ggü 28           |                      |
|      | Eduard Heinrich Henoch                                       | Virchowweg 3                     |                      |
|      | Eduard Hildebrandt                                           | Am Kupfergraben 6a               |                      |
|      | Rahel Hirsch                                                 | Rahel-Hirsch-Weg 4               |                      |
|      | Julius Hirschberg                                            | Reinhardtstraße 34               |                      |
|      | Henriette Hirschfeld-Tiburtius                               | Behrenstraße 9                   |                      |
|      | Historischer Hafen                                           | Fischerinsel                     |                      |
|      | Historischer Hafen                                           | Märkisches Ufer 1                |                      |
|      | Historischer Hafen                                           | Märkisches Ufer 1                |                      |
|      | Hochspannung                                                 | Wilhelmstraße 43                 |                      |
|      | Jakob van Hoddis                                             | Rosenthaler Straße 40            |                      |
|      | Ludwig Hoffmann                                              | Klosterstraße 47                 |                      |
|      | E. T. A. Hoffmann                                            | Charlottenstraße 56              |                      |
|      | Hospital der französischen Kirche                            | Claire-Waldoff-Str 12            | 29. Oktober 1994     |
|      | Christoph Wilhelm Hufeland                                   | Dorotheenstraße 16               |                      |
|      | Alexander von Humboldt                                       | Jägerstraße 22–23                |                      |
|      | Alexander von Humboldt                                       | Oranienburger Straße 67          |                      |
|      | Alexander von Humboldt                                       | Unter den Linden 6               |                      |
|      | Wilhelm von Humboldt                                         | Unter den Linden 6               |                      |
|      | Humboldt Terrassen – Eurasien                                | Schloßplatz 1                    |                      |
|      | Humboldt Terrassen – Nordamerika                             | Schloßplatz 1                    |                      |
|      | Humboldt Terrassen – Südamerika                              | Schloßplatz 1                    |                      |
|      | Humboldthafen                                                | Alexanderufer 1                  |                      |
|      | Hunt                                                         | Klosterstraße                    |                      |
|      | August Wilhelm Iffland                                       | Charlottenstraße 33              |                      |
|      | Ernst von Ihne                                               | Liesenstraße 8                   |                      |
|      | Invalidenfriedhof                                            | Scharnhorststraße 32             |                      |
|      | Invalidenfriedhof                                            | Scharnhorststraße 33             |                      |
|      | Invalidenfriedhof                                            | Scharnhorststraße 32             |                      |
|      | Invalidenfriedhof                                            | Scharnhorststraße 32             |                      |
|      | Daniel Ernst Jablonski                                       | Klosterstraße 67                 |                      |
|      | Daniel Ernst Jablonski                                       | Klosterstraße 67                 |                      |
|      | Israel Jacobson                                              | Burgstraße 25                    |                      |
|      | Krystana Iwanowa Janewa                                      | Albrechtstraße 14                |                      |
|      | Adolf Jarislowsky                                            | Jägerstraße 69                   |                      |
|      | Johann Crüger                                                | Nikolaikirchplatz                |                      |
|      | Johannes Paul II                                             | Hinter der Katholischen Kirche 3 |                      |
|      | Ludwig Jonas                                                 | Brüderstraße 13                  |                      |
|      | Regina Jonas                                                 | Krausnickstraße 6                |                      |
|      | Judenreferat                                                 | Burgstraße 28                    |                      |
|      | Judensterne                                                  | Wallstraße 16                    |                      |
|      | Jüdische Opfer aus der Konfektionsindustrie                  | Markgrafenstraße 36              |                      |
|      | Jüdische Opfer aus der Konfektionsindustrie                  | Markgrafenstraße 36              |                      |
|      | Jüdische Richter                                             | Kronenstraße 73                  |                      |
|      | Jüdischer Begräbnisplatz                                     | Große Hamburger Straße 26        |                      |
|      | Jüdischer Friedhof                                           | Große Hamburger Straße 26        |                      |
|      | Jüdischer Friedhof                                           | Große Hamburger Straße 26        |                      |
|      | Jüdisches Altenheim                                          | Große Hamburger Straße 26        |                      |
|      | Jungfernbrücke                                               | Unterwasserstraße 10             |                      |
|      | Jakob Kaiser                                                 | Dorotheenstraße 100              |                      |
|      | Jakob Kaiser                                                 | Friedrich-Ebert-Platz 2          |                      |
|      | Kaiser-Wilhelm-Gesellschaft                                  | Bebelplatz 2                     |                      |
|      | Karl-Liebknecht-Haus                                         | Kleine Alexanderstraße 28        |                      |
|      | Anna Louisa Karsch                                           | Große Hamburger Straße 29        |                      |
|      | Katastrophe von Tschernobyl                                  | Klosterstraße 71                 |                      |
|      | Margarete Kaufmann                                           | Linienstraße 154a                |                      |
|      | Selmar Kaufmann                                              | Gipsstraße 11                    |                      |
|      | James Keith                                                  | Zietenplatz                      |                      |
|      | Gustav Kemmann                                               | Alexanderplatz                   |                      |
|      | Søren Kierkegaard                                            | Jägerstraße 57                   |                      |
|      | Martin Luther King                                           | Albrechtstraße 8                 |                      |
|      | Martin Luther King                                           | Große Hamburger Straße 31        |                      |
|      | Martin Heinrich Klaproth                                     | Chausseestraße 126               |                      |
|      | Martin Heinrich Klaproth                                     | Spandauer Straße 25              |                      |
|      | Heinrich von Kleist                                          | Mauerstraße 53                   |                      |
|      | Victor Klemperer                                             | Dorotheenstraße 1                |                      |
|      | Georg Wenzeslaus von Knobelsdorff                            | Unter den Linden 7               |                      |
|      | Knoblauchhaus                                                | Poststraße 23                    |                      |
|      | Knoblauchhaus und Schuberthaus                               | Poststraße 21                    |                      |
|      | Robert Koch                                                  | Dorotheenstraße 96               |                      |
|      | Robert Koch                                                  | Luisenstraße 57                  |                      |
|      | Martin Kochmann                                              | Gipsstraße 3                     |                      |
|      | Köllnischer Park                                             | Am Köllnischer Park              |                      |
|      | Köllnischer Park                                             | Am Köllnischer Park              |                      |
|      | Ausstellungsobjekte im Köllnischen Park                      | Am Köllnischer Park              |                      |
|      | Königliche Eisengießerei zu Berlin                           | Invalidenstraße 44               |                      |
|      | Johann Friedrich Koepjohann                                  | Albrechtstraße 14                | 17. Dezember 2022    |
|      | Walter Kollo                                                 | Bergstraße 29                    |                      |
|      | Walter Kollo und Willi Kollo                                 | Friedrichstraße 101              |                      |
|      | Kongokonferenz                                               | Wilhelmstraße 92                 |                      |
|      | Konzerthaus Berlin                                           | Gendarmenmarkt                   |                      |
|      | Christian Koppe                                              | Koppenplatz 12                   |                      |
|      | Theodor Körner                                               | Brüderstraße 13                  |                      |
|      | Friedrich Kraus                                              | Virchowweg 11                    |                      |
|      | Kreativquartier                                              | Oranienburger Straße 32          |                      |
|      | Siegfried Krepp                                              | Fischerinsel                     |                      |
|      | Kriegsopfer                                                  | Scharnhorststraße 32             |                      |
|      | Friedhof II der Sophiengemeinde Berlin\|Kriegsopfer, Teilung | Bernauer Straße ggü 116          |                      |
|      | Wilhelm Krützfeld                                            | Oranienburger Straße 28          |                      |
|      | Paul Kuhn                                                    | Friedrichstraße 107              |                      |
|      | Kunsthof Berlin                                              | Oranienburger Straße 27          |                      |
|      | Kunst-Werke Berlin                                           | Auguststraße 69                  |                      |
|      | Erich Kuttner                                                | Stralauer Straße 63              | 27. Mai 2025         |
|      | Sieben Landesvertretungen                                    | In den Ministergärten 10         |                      |
|      | Carl Gotthard Langhans                                       | Charlottenstraße 48              |                      |
|      | Laza Lazarević                                               | Schumannstraße 15                | 8. April 2022        |
|      | Wolf Leder                                                   | Friedrichstraße 107              |                      |
|      | Hugo Lederer                                                 | Werderscher Markt                |                      |
|      | Siegfried Lehmann                                            | Max-Beer-Straße 5                |                      |
|      | Frida Leider                                                 | Granseer Straße 9                |                      |
|      | Theodor Leipart                                              | Am Köllnischen Park 2            |                      |
|      | Theodor Leipart                                              | Inselstraße 6                    |                      |
|      | Ute Lemper                                                   | Friedrichstraße 107              |                      |
|      | Peter Joseph Lenné                                           | Ebertstraße                      |                      |
|      | Gustav von Lensky                                            | Friedrichstraße 62               |                      |
|      | Leopold I.                                                   | Zietenplatz                      |                      |
|      | Leopold I.                                                   | Zietenplatz                      |                      |
|      | Edmund Lesser                                                | Rahel-Hirsch-Weg                 |                      |
|      | Gotthold Ephraim Lessing                                     | Nikolaikirchplatz 7              |                      |
|      | Lessing-Denkmal                                              | Lennéstraße                      |                      |
|      | Marie Levy                                                   | Weinmeisterstraße 5              |                      |
|      | Louis Lewin                                                  | Ziegelstraße 5                   |                      |
|      | Bernhard Lichtenberg                                         | Hedwigskirchgasse 3              |                      |
|      | Bernhard Lichtenberg                                         | Hinter der Katholischen Kirche 3 |                      |
|      | Max Liebermann                                               | Pariser Platz 7                  |                      |
|      | Otto Lilienthal                                              | Köpenicker Straße 113            |                      |
|      | Ernst Litfaß                                                 | Münzstraße 6                     |                      |
|      | Günter Litfin                                                | Alexanderufer 7                  |                      |
|      | Günter Litfin                                                | Kieler Straße 2                  |                      |
|      | Günter Litfin                                                | Scharnhorststraße 32             |                      |
|      | Hans Litten                                                  | Littenstraße 9                   |                      |
|      | Hans Litten                                                  | Littenstraße 14                  |                      |
|      | Friedrich Loeffler und Paul Frosch                           | Unterbaumstraße                  | 9. April 2024        |
|      | Karl Lohmann                                                 | Hessische Straße 4               | 1981                 |
|      | Albert Lortzing                                              | Bergstraße 29                    |                      |
|      | Albert Lortzing                                              | Gendarmenmarkt 4                 |                      |
|      | Albert Lortzing                                              | Luisenstraße 53                  |                      |
|      | Ernst Lubitsch                                               | Rosa-Luxemburg-Straße 30         |                      |
|      | Marie-Elisabeth Lüders                                       | Adele-Schreiber-Krieger-Straße 1 |                      |
|      | Luisenstädtische Bank                                        | Köpenicker Straße 95             |                      |
|      | Luisenstädtischer Kanal                                      | Adalbertstraße/Engeldamm         |                      |
|      | Luisenstädtischer Kanal                                      | Engeldamm 32                     |                      |
|      | Luisenstädtischer Kanal-Blütensträuchergarten                | Engeldamm ggü. 16                |                      |
|      | Luisenstädtischer Kanal-Immergrüner Garten                   | Engeldamm 70                     |                      |
|      | Luisenstadt-Kirche                                           | Alte Jakobstraße 56              |                      |
|      | Patrice Lumumba                                              | Garnisonkirchplatz               |                      |
|      | Rudolf Lunau                                                 | Rosa-Luxemburg-Straße 30         |                      |
|      | Bernd Lünser                                                 | Bernauer Straße 44               |                      |
|      | Bernd Lünser                                                 | Bernauer Straße 44               |                      |
|      | Lustgarten                                                   | Lustgarten                       |                      |
|      | Wangari Maathai                                              | Albrechtstraße 2                 |                      |
|      | Gustav Magnus                                                | Am Kupfergraben 7                |                      |
|      | Magnus-Haus                                                  | Am Kupfergraben 7                |                      |
|      | Marienkirche, Archäologische Grabungen                       | Karl-Liebknecht-Straße 8         |                      |
|      | Marienkirche, Baugeschichte                                  | Karl-Liebknecht-Straße 8         |                      |
|      | Marienkirche, Gemeindegeschichte                             | Karl-Liebknecht-Straße 8         |                      |
|      | Marienkirche, Gemeindegeschichte im 20. Jh.                  | Karl-Liebknecht-Straße 8         |                      |
|      | Marienkirche, Kirchengeschichte                              | Karl-Liebknecht-Straße 8         |                      |
|      | Marienviertel, Luther-Denkmal                                | Karl-Liebknecht-Straße 8         |                      |
|      | Marienviertel, Luther-Denkmal                                | Karl-Liebknecht-Straße 8         |                      |
|      | Marienviertel, Mittelalter                                   | Karl-Liebknecht-Straße 8         |                      |
|      | Marienviertel, Neuer Markt                                   | Karl-Liebknecht-Straße 8         |                      |
|      | Marienviertel, Stadtmodell                                   | Karl-Liebknecht-Straße 8         |                      |
|      | Marino Marini                                                | Adele-Schreiber-Krieger-Straße 1 |                      |
|      | Markthalle III                                               | Zimmerstraße 90–91               |                      |
|      | Fabien Martini                                               | Grunerstraße ggü. 5              | 7. Juli 2024         |
|      | Karl Marx                                                    | Unter den Linden 6               |                      |
|      | Märzrevolution                                               | Alexanderplatz                   |                      |
|      | Märzrevolution                                               | Friedrichstraße 180              |                      |
|      | Märzrevolution                                               | Jägerstraße 33                   |                      |
|      | Märzrevolution                                               | Marschallbrücke                  |                      |
|      | Märzrevolution                                               | Rathausstraße 25                 |                      |
|      | Märzrevolution                                               | Roßstraßenbrücke                 |                      |
|      | Märzrevolution                                               | Oberwallstraße 3–4               |                      |
|      | Mauerskulpturen von Eberhard Foest                           | Niederkirchnerstraße 1           |                      |
|      | Maxim Gorki Theater                                          | Unter den Linden 4               |                      |
|      | Ludwig Mehlhorn                                              | Charlottenstraße 54              | 28. April 2025       |
|      | Otto Hahn und Lise Meitner                                   | Hessische Straße 1               |                      |
|      | Lise Meitner                                                 | Hessische Straße 1               |                      |
|      | Bankhaus Mendelssohn & Co.                                   | Jägerstraße 51                   |                      |
|      | Moses Mendelssohn                                            | Große Hamburger Straße 26        |                      |
|      | Moses Mendelssohn                                            | Große Hamburger Straße 27        |                      |
|      | Moses Mendelssohn                                            | Spandauer Straße 6               |                      |
|      | Moses Mendelssohn                                            | Spandauer Straße 6               |                      |
|      | Adolph Menzel                                                | Marienstraße 22                  |                      |
|      | Franz Mett                                                   | Weinmeisterstraße 16             |                      |
|      | Franz Mett                                                   | Gormannstraße 13                 |                      |
|      | Julius Beer und Ferdinand Meyer                              | Unter den Linden 13              |                      |
|      | Giacomo Meyerbeer                                            | Pariser Platz 6a                 |                      |
|      | Leonor Michaelis                                             | Philippstraße 13                 |                      |
|      | Michaelkirchplatz                                            | Michaelkirchplatz                |                      |
|      | Militärärztliche Akademie                                    | Invalidenstraße 48               |                      |
|      | Die Ministergärten                                           | In den Ministergärten 10         |                      |
|      | Liza Minnelli                                                | Friedrichstraße 107              |                      |
|      | Monbijoupark                                                 | Monbijouplatz                    |                      |
|      | Monbijoupark                                                 | Monbijouplatz                    |                      |
|      | Monument for Historical Change                               | Linienstraße 14                  |                      |
|      | Lina Morgenstern                                             | Linienstraße 47                  |                      |
|      | Karl Philipp Moritz                                          | Münzstraße 7–11                  |                      |
|      | Rudolf Mosse                                                 | Schützenstraß 49                 |                      |
|      | Mühlendamm                                                   | Friedrichsgracht 53              |                      |
|      | Mühlendamm                                                   | Friedrichsgracht 53              |                      |
|      | Mulackstraße                                                 | Mulackstraße 1                   |                      |
|      | Museum für Kommunikation                                     | Leipziger Straße 9               |                      |
|      | Museumskahn Renate-Angelika                                  | Märkisches Ufer 1                |                      |
|      | Otto Nagel                                                   | Gendarmenmarkt 3                 |                      |
|      | Namen, Titel & Spitznamen                                    | Nikolaikirchplatz 5              |                      |
|      | Neue Kirche                                                  | Gendarmenmarkt 2                 |                      |
|      | Neue Synagoge                                                | Oranienburger Straße 28          |                      |
|      | Neue Synagoge                                                | Oranienburger Straße 28          |                      |
|      | Neue Wache                                                   | Unter den Linden 4               |                      |
|      | Neue Wache                                                   | Unter den Linden 4               |                      |
|      | Neues Stadthaus                                              | Parochialstraße 1–3              |                      |
|      | Bert Neumann                                                 | Rosa-Luxemburg-Platz 1           |                      |
|      | Neustädtischer Kirchplatz                                    | Neustädtischer Kirchplatz        |                      |
|      | Friedrich Nicolai                                            | Alte Jakobstraße 56              |                      |
|      | Friedrich Nicolai                                            | Brüderstraße 13                  |                      |
|      | Christoph Friedrich Nicolai                                  | Brüderstraße 13                  |                      |
|      | Nicolaihaus                                                  | Brüderstraße 13                  |                      |
|      | Nicolaihaus                                                  | Brüderstraße 13                  |                      |
|      | Willelm I.                                                   | Unter den Linden 11              |                      |
|      | Nikolaikirche                                                | Nikolaikirchplatz                |                      |
|      | Nikolaikirche                                                | Nikolaikirchplatz                |                      |
|      | Nikolaikirche                                                | Nikolaikirchplatz                |                      |
|      | Nikolaikirchplatz                                            | Nikolaikirchplatz 6              |                      |
|      | Nikolaiviertel                                               | Rathausstraße 17                 |                      |
|      | Nikolaiviertel, Gewiss und ungerecht                         | Propststraße 1                   |                      |
|      | Arthur Nussbaum                                              | Bebelplatz 2                     |                      |
|      | Zum Nußbaum                                                  | Am Nußbaum 3                     |                      |
|      | Mori Ogai                                                    | Luisenstraße 39                  |                      |
|      | Moritz von Oranien                                           | Schloßplatz                      |                      |
|      | Palais am Pariser Platz                                      | Pariser Platz 6a                 |                      |
|      | Papierfabrik Hagelberg                                       | Marienstraße 21                  |                      |
|      | Parlament der Bäume                                          | Schiffbauerdamm                  |                      |
|      | Parochialkirche                                              | Klosterstraße 67                 |                      |
|      | Parochialkirche, Hospital                                    | Waisenstraße 28                  |                      |
|      | Parochialkirchhof                                            | Klosterstraße 67                 |                      |
|      | Pax-Frieden                                                  | Große Hamburger Straße 29        |                      |
|      | Bona Peiser                                                  | Rungestraße 25                   |                      |
|      | Bona Peiser                                                  | Engeldamm 2                      | 6. Mai 2022          |
|      | Pépinière                                                    | Scharnhorststraße 13             |                      |
|      | Pépinière                                                    | Scharnhorststraße 32             |                      |
|      | Pépinière                                                    | Scharnhorststraße 13             |                      |
|      | Petrikirche                                                  | Petriplatz                       |                      |
|      | Physiker                                                     | Invalidenstraße 110              |                      |
|      | Wilhelm Pieck                                                | Luisenstraße 58                  |                      |
|      | Wilhelm Pieck                                                | Torstraße 1                      |                      |
|      | Max Planck                                                   | Unter den Linden 6               |                      |
|      | Platane                                                      | Bebelplatz                       |                      |
|      | Pariser Platz                                                | Pariser Platz                    |                      |
|      | Podewilsches Palais                                          | Klosterstraße 68                 |                      |
|      | Hans Poelzig                                                 | Rosa-Luxemburg-Straße 30         |                      |
|      | Hans Poelzig                                                 | Friedrichstraße 107              |                      |
|      | Johannes Popitz                                              | Am Festungsgraben 1              |                      |
|      | Preußische Central-Genossenschaftskasse                      | Am Zeughaus 2                    |                      |
|      | Preußische Nationalversammlung                               | Platz der Märzrevolution         |                      |
|      | Konrad Graf von Preysing                                     | Hinter der Katholischen Kirche 3 |                      |
|      | Atanazy Raczyński                                            | Liesenstraße 8                   |                      |
|      | Karl Wilhelm Ramler                                          | Große Hamburger Straße 29        |                      |
|      | Rathausfries                                                 | Poststraße 30                    |                      |
|      | Otfried Reck                                                 | Bernauer Straße ggü 117          |                      |
|      | Reichenheimsche Waisenhaus                                   | Weinbergsweg 13                  |                      |
|      | Reichspostmuseum                                             | Leipziger Straße 9               |                      |
|      | Max Reinhardt                                                | Friedrichstraße 107              |                      |
|      | Reisefreiheit                                                | Mohrenstraße 36                  |                      |
|      | Reisende aus einer anderen Zeit                              | Karl-Marx-Allee                  |                      |
|      | Manfred von Richthofen                                       | Scharnhorststraße 32             |                      |
|      | José Rizal                                                   | Jägerstraße 71                   |                      |
|      | Friedrich Wilhelm von Rohdich                                | Pariser Platz 3                  |                      |
|      | Erich Romann                                                 | Friedrichstraße 55               |                      |
|      | Moritz Heinrich Romberg                                      | Am Zeughaus 2                    |                      |
|      | Rosenstraße-Protest                                          | Rosenstraße                      |                      |
|      | Ulla und Moritz Rosenthal                                    | Neue Jüdenstr 1                  |                      |
|      | Roter Stoßtrupp                                              | Burgstraße 28                    | 9. Oktober 2024      |
|      | Alfred und Fritz Rotter                                      | Friedrichstraße 101              |                      |
|      | Heinrich Runge                                               | Köpenicker Straße 92             |                      |
|      | Helmut Ruska                                                 | Rahel-Hirsch-Weg                 |                      |
|      | Russische Botschaft                                          | Unter den Linden 61              |                      |
|      | Gottfried Schadow                                            | Schadowstraße 10–11              |                      |
|      | Philipp Schaeffer                                            | Dorotheenstraße 68               |                      |
|      | Scheunenviertel                                              | Rosa-Luxemburg-Platz             |                      |
|      | Schlepper Andreas                                            | Märkisches Ufer 1                |                      |
|      | Karl Friedrich Schinkel                                      | Unter den Linden 67              |                      |
|      | Schinkelplatz                                                | Schinkelplatz                    |                      |
|      | Friedrich Schleiermacher                                     | Glinkastraße 16                  |                      |
|      | Schleuse Mühlendamm                                          | Rolandufer 18                    |                      |
|      | Schloss Herrenhausen                                         | Ebertstraße 17                   |                      |
|      | Schlossbrücke                                                | Schloßbrücke                     |                      |
|      | Elisabeth Schmitz                                            | Auguststraße 82                  |                      |
|      | Christian Schreiber                                          | Hinter der Katholischen Kirche 3 |                      |
|      | F. J. Schröder                                               | Leipziger Straße 26              |                      |
|      | Otto Schröder                                                | Breite Straße 30                 |                      |
|      | Egon Schultz                                                 | Strelitzer Straße 55             |                      |
|      | Harro Schulze-Boysen                                         | Niederkirchnerstraße 3           |                      |
|      | Hermann Schulze-Delitzsch                                    | Schulze-Delitzsch-Platz          |                      |
|      | Kurt Schumacher                                              | Schleusenbrücke                  |                      |
|      | F. Albert Schwartz                                           | Friedrichstraße 115              |                      |
|      | F. Albert Schwartz                                           | Wallstraße 3                     |                      |
|      | Minna Schwarz-Heim                                           | Brunnenstraße 41                 |                      |
|      | Kurt Christoph von Schwerin                                  | Zietenplatz                      |                      |
|      | Friedrich Wilhelm von Seydlitz                               | Zietenplatz                      |                      |
|      | Jean Sibelius                                                | Marienstraße 4                   |                      |
|      | Ida Siekmann                                                 | Bernauer Straße 48               |                      |
|      | James Simon                                                  | James-Simon-Park                 |                      |
|      | James Simon                                                  | Gartenstraße 5                   |                      |
|      | Soghomon Gevorki Soghomonjan                                 | Am Kupfergraben 5                |                      |
|      | Solidarnosc                                                  | Friedrich-Ebert-Platz            |                      |
|      | Solidarnosc                                                  | Friedrich-Ebert-Platz            |                      |
|      | Mohamed Soliman                                              | Oranienburger Straße 65          |                      |
|      | Carl Sonnenschein                                            | Georgenstraße 44                 |                      |
|      | sowjetische Strafgefangene                                   | Kleine Alexanderstraße 28        |                      |
|      | Sozial-Verwaltung der jüdischen Gemeinde                     | Rosenstraße 2                    |                      |
|      | Philipp Jacob Spener                                         | Nikolaikirchplatz                |                      |
|      | Spittelkolonnaden                                            | Marion-Gräfin-Dönhoff-Platz      |                      |
|      | Sprachenkonvikt                                              | Borsigstraße 5                   |                      |
|      | Julius Springer                                              | Breite Straße 11                 |                      |
|      | St. Hedwig-Krankenhaus                                       | Krausnickstraße 12A              |                      |
|      | Stadt der Vielfalt                                           | Schloßplatz                      |                      |
|      | Ständige Vertretung                                          | Hannoversche Straße 30           |                      |
|      | Ständige Vertretung                                          | Hannoversche Straße 30           |                      |
|      | Ständige Vertretung                                          | Hannoversche Straße 30           |                      |
|      | Ständige Vertretung                                          | Hannoversche Straße 30           |                      |
|      | Ständige Vertretung                                          | Hannoversche Straße 30           |                      |
|      | Heinrich Friedrich Karl vom und zum Stein                    | Am Festungsgraben 1              |                      |
|      | Max Steinthal                                                | Alexanderplatz                   |                      |
|      | Christian Gottfried Körner, Minna Körner und Dora Stock      | Brüderstraße 13                  |                      |
|      | Stolpersteine                                                | Oranienburger Straße 46          |                      |
|      | Hugo Strasser                                                | Friedrichstraße 107              |                      |
|      | Paul Ferdinand Straßmann                                     | Schumannstraße 18                |                      |
|      | Johann Peter Süßmilch                                        | Brüderstraße 10                  |                      |
|      | Carl Gottlieb Svarez                                         | Alte Jakobstraße 56              |                      |
|      | Synagoge Kleine Auguststraße                                 | Kleine Auguststraße 10           |                      |
|      | Synagoge Kaiserstraße                                        | Alexanderstraße 23               |                      |
|      | Szenwechsel                                                  | Ebertstraße 17                   |                      |
|      | George Tabori                                                | Schiffbauerdamm 6                |                      |
|      | Taube Juden                                                  | Rosenstraße 16                   |                      |
|      | Ernst Thälmann                                               | Kleine Alexanderstraße 28        |                      |
|      | Paula Thiede                                                 | Engeldamm 2                      | 6. Mai 2022          |
|      | Emilie Lehmus und Franziska Tiburtius                        | Alte Schönhauser Straße 23       |                      |
|      | Elisa von der Recke und Christoph August Tiedge              | Brüderstraße 13                  |                      |
|      | Tierheim Schicklerstraße                                     | Schicklerstraße 4                |                      |
|      | Todesopfer an der Berliner Mauer                             | Rosenthaler Straße 50            |                      |
|      | Johannes Tropfke                                             | Marienstraße 14                  |                      |
|      | Georgi Tschapkanov                                           | Mauerstraße 11                   |                      |
|      | Tunnel 29                                                    | Schönholzer Straße 7             |                      |
|      | Tunnel 37                                                    | Brunnenstraße 141                |                      |
|      | U-Bahnhof Schillingstraße                                    | Karl-Marx-Allee                  |                      |
|      | U-Bahnhof Schillingstraße                                    | Karl-Marx-Allee                  |                      |
|      | Uferweg am Spreekanal                                        | Schleusenbrücke                  |                      |
|      | Lesja Ukrainka                                               | Johannisstraße 11                |                      |
|      | Wolfgang Ullmann                                             | Tieckstraße 17                   |                      |
|      | Umspann- und Kältewerk                                       | Stresemannstraße 122             |                      |
|      | Umwelt-Bibliothek                                            | Griebenowstraße 16               |                      |
|      | Bernd Unger                                                  | Köllnischer Park                 |                      |
|      | Rudolf Urban                                                 | Bernauer Straße 2                |                      |
|      | Caterina Valente                                             | Friedrichstraße 107              |                      |
|      | Verein der Lehrlinge, Freie sozialistische Jugend            | Berolinastraße 12                |                      |
|      | Verein Museum für Leibesübung                                | Poststraße 16                    |                      |
|      | Verfolgte Rechtsanwälte                                      | Voltairstraße 5                  |                      |
|      | Haus des Deutschen Verkehrsbunds, 1933                       | Engeldamm 70                     |                      |
|      | Haus des Deutschen Verkehrsbunds, 1945                       | Engeldamm 70                     |                      |
|      | Haus des Deutschen Verkehrsbunds, 1989                       | Engeldamm 70                     |                      |
|      | Haus des Deutschen Verkehrsbunds                             | Engeldamm 70                     |                      |
|      | Haus des Deutschen Verkehrsbunds                             | Engeldamm 70                     |                      |
|      | Haus des Deutschen Verkehrsbunds                             | Engeldamm 70                     |                      |
|      | Haus des Deutschen Verkehrsbunds                             | Engeldamm 70                     |                      |
|      | Haus des Deutschen Verkehrsbunds                             | Engeldamm 70                     |                      |
|      | Haus des Deutschen Verkehrsbunds                             | Engeldamm 70                     |                      |
|      | Verratener Fluchttunnel                                      | Kremmener Straße 15              |                      |
|      | Versöhnungskirche, Turmkreuz                                 | Bernauer Straße 4                |                      |
|      | Rudolf Virchow                                               | Karlplatz                        |                      |
|      | Ewald Vogt                                                   | Anklamer Straße 5                |                      |
|      | Völkermord an den Armeniern                                  | Hinter der Katholischen Kirche   |                      |
|      | Völkermord an den Armeniern                                  | Hinter der Katholischen Kirche   |                      |
|      | Volksmarinedivision                                          | Märkisches Ufer 48               |                      |
|      | Voßstraße                                                    | Wilhelmstraße 94                 |                      |
|      | Walter-Ulbricht-Stadion                                      | Habersaathstraße 56              |                      |
|      | Walter-Ulbricht-Stadion                                      | Habersaathstraße 56              |                      |
|      | Wasserkaskaden                                               | Panoramastraße 1a                |                      |
|      | Wasserstraßenhauptamt                                        | Poststraße 21                    |                      |
|      | Wilhelm Caspar Wegely                                        | Klosterstraße 67                 |                      |
|      | Alfred Wegener                                               | Wallstraße 43                    |                      |
|      | Lutter & Wegner                                              | Charlottenstraße 49              |                      |
|      | Otto Weidt                                                   | Rosenthaler Straße 39            |                      |
|      | Wilhelm Weskamm                                              | Hinter der Katholischen Kirche 3 |                      |
|      | Widerstandskämpfer gegen den Nationalsozialismus             | Köpenicker Straße 76             |                      |
|      | Wilhelmplatz                                                 | Wilhelmstraße 44                 |                      |
|      | Wilhelmplatz 8                                               | Wilhelmstraße 47                 |                      |
|      | Wilhelmstraße                                                | Wilhelmstraße 44                 |                      |
|      | Wilhelmstraße                                                | Unter den Linden 65              |                      |
|      | Wilhelmstraße                                                | Wilhelmstraße 60                 |                      |
|      | Wilhelmstraße 2                                              | Wilhelmstraße 60                 |                      |
|      | Wilhelmstraße 61                                             | Wilhelmstraße 43                 |                      |
|      | Wilhelmstraße 62                                             | Wilhelmstraße 52                 |                      |
|      | Wilhelmstraße 63                                             | Wilhelmstraße 52                 |                      |
|      | Wilhelmstraße 64                                             | Wilhelmstraße 54                 |                      |
|      | Wilhelmstraße 65                                             | Wilhelmstraße 54                 |                      |
|      | Wilhelmstraße 72                                             | Wilhelmstraße 76                 |                      |
|      | Wilhelmstraße 73                                             | Wilhelmstraße 78                 |                      |
|      | Wilhelmstraße 74                                             | Wilhelmstraße 84                 |                      |
|      | Wilhelmstraße 75                                             | Wilhelmstraße 89                 |                      |
|      | Wilhelmstraße 76                                             | Wilhelmstraße 91                 |                      |
|      | Wilhelmstraße 77                                             | Wilhelmstraße 92                 |                      |
|      | Wilhelmstraße 78                                             | Wilhelmstraße 94                 |                      |
|      | Wilhelmstraße 79                                             | Wilhelmstraße 94                 |                      |
|      | Wilhelmstraße 81–85                                          | Wilhelmstraße 81–85              |                      |
|      | Hans Karl von Winterfeldt                                    | Zietenplatz                      |                      |
|      | Wir sind das Volk                                            | Alexanderplatz                   |                      |
|      | Paul Wittig                                                  | Alexanderplatz                   |                      |
|      | Margarethe von Witzleben                                     | Tieckstraße 17                   |                      |
|      | Wolff Haus                                                   | Krausenstraße 17                 |                      |
|      | Walter Womacka                                               | Wallstraße 90                    |                      |
|      | Agnes von Zahn-Harnack                                       | Dorotheenstraße 24               |                      |
|      | Herr Zebaoth                                                 | Hamburger Straße 30              |                      |
|      | Carl Friedrich Zelter                                        | Brüderstraße 13                  |                      |
|      | Carl Friedrich Zelter                                        | Münzstraße 23                    |                      |
|      | Zentraler Runder Tisch der DDR                               | Ziegelstraße 30                  |                      |
|      | zerstörte Gräber                                             | Liesenstraße 8                   |                      |
|      | Zeughaus Berlin                                              | Hinter dem Zeughaus              |                      |
|      | Johann August Zeune                                          | Gipsstraße 11                    |                      |
|      | Hans Joachim von Zieten                                      | Zietenplatz                      |                      |
|      | Zietenplatz                                                  | Zietenplatz                      |                      |
|      | Zietenplatz                                                  | Zietenplatz                      |                      |
|      | Heinrich Zille                                               | Poststraße 25                    |                      |
|      | Ernst Zinna                                                  | Jägerstraße 63c                  |                      |
|      | ZK der KPD                                                   | Rosenthaler Straße 38            |                      |
|      | Züge ins Leben – Züge in den Tod: 1938–1939                  | Georgenstraße                    |                      |
|      | Züge ins Leben – Züge in den Tod: 1938–1939                  | Georgenstraße                    |                      |

Adlershof |
Alt-Hohenschönhausen |
Alt-Treptow |
Altglienicke |
Baumschulenweg |
Biesdorf |
Blankenburg |
Blankenfelde |
Bohnsdorf |
Borsigwalde |
Britz |
Buch |
Buckow |
Charlottenburg |
Charlottenburg-Nord |
Dahlem |
Falkenberg |
Falkenhagener Feld |
Fennpfuhl |
Französisch Buchholz |
Friedenau |
Friedrichsfelde |
Friedrichshagen |
Friedrichshain |
Frohnau |
Gatow |
Gesundbrunnen |
Gropiusstadt |
Grünau |
Grunewald |
Hakenfelde |
Halensee |
Hansaviertel |
Haselhorst |
Heiligensee |
Heinersdorf |
Hellersdorf |
Hermsdorf |
Johannisthal |
Karlshorst |
Karow |
Kaulsdorf |
Kladow |
Konradshöhe |
Köpenick |
Kreuzberg |
Lankwitz |
Lichtenberg |
Lichtenrade |
Lichterfelde |
Lübars |
Mahlsdorf |
Malchow |
Mariendorf |
Marienfelde |
Märkisches Viertel |
Marzahn |
Mitte |
Moabit |
Müggelheim |
Neu-Hohenschönhausen |
Neukölln |
Niederschöneweide |
Niederschönhausen |
Nikolassee |
Oberschöneweide |
Pankow |
Plänterwald |
Prenzlauer Berg |
Rahnsdorf |
Reinickendorf |
Rosenthal |
Rudow |
Rummelsburg |
Schlachtensee |
Schmargendorf |
Schmöckwitz |
Schöneberg |
Siemensstadt |
Spandau |
Staaken |
Stadtrandsiedlung Malchow |
Steglitz |
Tegel |
Tempelhof |
Tiergarten |
Waidmannslust |
Wannsee |
Wartenberg |
Wedding |
Weißensee |
Westend |
Wilhelmsruh |
Wilhelmstadt |
Wilmersdorf |
Wittenau |
Zehlendorf 